# Spencer Wells
Spencer Wells, ameriški genetik in antropolog, * 6. april 1969, Georgia.
Wells je raziskovalec pri National Geographic Society in vodi genografski projekt.

## Življenjepis
Wells je leta 1988 diplomiral iz biologije na Univerzi Teksasa v Austinu, doktoriral pa je leta 1994, prav tako iz biologije na Univerzi Harvard. Kasneje je med letoma 1994 in 1998 delal na Univerzi Stanford, med letoma 1999 in 2000 pa je bil raziskovalni sodelavec Univerzi v Oxfordu.